# Козуб, Вячеслав Вячеславович
Вячесла́в Вячесла́вович Ко́зуб (род. 3 мая 1991 года, Кустанай, Кустанайская область, КазССР, СССР) — российский  хоккеист, выступавший за клубы главных хоккейных лиг Польши и Казахстана.

## Биография
Родился в 1991 году в Кустанае. Воспитанник омской школы хоккея. Игровую карьеру начал в омской молодёжной команде «Авангард-2», затем большую часть карьеры играл в клубах вторых по значению российских лиг — ВХЛ и МХЛ —      тюменском «Газовике» (2009—2010), кирово-чепецкой «Олимпии» (2010—2012), «Сарове» (2012—2013), «Липецке» и глазовском «Прогрессе» (2013—2014).
Начало сезона 2014/2015 играл в клубе Польской хоккейной лиги «Орлик» из города Ополе, завершил его в клубе Казахской хоккейной лиги «Беркут» из Караганды.
В 2015 году вернулся в Россию и выступал за ижевскую «Ижсталь». В октябре 2016 года сыграл 1 матч в составе клуба «Челны» из Набережных Челнов, после чего прервал игровую карьеру.